# Für immer und ewig (2002)
Für immer und ewig (engl. Titel: Open Hearts) ist ein Spielfilm der Regisseurin Susanne Bier, gedreht im Jahr 2002 in Dänemark. Er folgt den Regeln des Dogma 95-Manifests.

## Handlung
Kopenhagen: Die 23-jährige Köchin Cecilie und der Geographie-Student Joachim planen zu heiraten. Davor möchte er noch eine Bergtour in Patagonien unternehmen und beruhigt Cecilie: es sei dort auch nicht gefährlicher als in ihrer Küche.
Gemeinsam fahren sie in die Stadt. Joachim steigt aus und verabschiedet sich von Cecilie. Dann öffnet Joachim die Tür, um sie zum Abschied zu küssen. Als er zurück auf die Straße tritt, wird er von einem anderen Auto erfasst.
Die Unfallverursacherin Marie war gerade mit ihrer Tochter Stine in Streit geraten; das Mädchen hatte sie aufgefordert, schneller zu fahren. Marie sieht nicht den Unfall, hört aber den Aufschlag.
Cecilie wartet im Krankenhaus, während Joachim stundenlang operiert wird. Mit einem Schockzustand wird Marie in dasselbe Krankenhaus eingeliefert und erzählt ihrem Ehemann Niels, der dort als Arzt arbeitet, was geschehen ist und bittet ihn, sich um die Freundin des Verletzten zu kümmern.
Er findet Cecilie in der Wartehalle. Er stellt sich vor und gibt ihr seine Karte mit der Privatnummer für den Fall, dass sie Hilfe braucht.
Durch den Unfall ist Joachim vom Hals abwärts gelähmt. In seiner Hilflosigkeit fühlt er sich durch Cecilies Besuche und Mitgefühl gedemütigt und reagiert aggressiv. Er wehrt sie ab und möchte sie nicht mehr sehen. Cecilie gibt nicht auf und besucht ihn trotz des Verbots, legt sich weinend zu ihm und versucht, seine schlaffen Arme um sich herum zu legen. Die Krankenschwestern alarmieren einen Arzt, der Cecilie schließlich hinausbegleitet.
Verunsichert durch das Verhalten ihres Verlobten vertraut Cecilie sich Niels immer öfter an. Aus der ärztlichen Fürsorge entwickelt sich nach und nach eine Liebesbeziehung. Niels, der bis dahin glücklich verheiratet mit Marie war (zusammen haben sie eine Tochter und zwei Söhne), gerät in einen Gewissenskonflikt. Insgeheim trifft er sich trotzdem mit Cecilie in ihrer Wohnung und übernimmt sogar die Neukosten für ein Sofa, zwei Lampen und ein Doppelbett.
Die Belege für die Möbel werden von seiner wachsamen Tochter Stine gefunden. Vor dem in der Lieferadresse angegebenen Mietshaus wartet sie auf ihn und stellt den Vater zur Rede. Während Marie sich Sorgen um Stine macht, läutet diese bei Cecilie und fordert sie aufgebracht auf, ihren Vater in Ruhe zu lassen. Cecilie sucht das Gespräch mit Stine. Das Mädchen macht sich Vorwürfe, weil sie die Mutter aufgefordert hatte, schneller zu fahren. Als Marie kurz darauf einen Anruf von Cecilie erhält und erfährt, dass ihre Tochter bei ihr ist, wundert sie sich und fragt ihren Mann, was das zu bedeuten habe. Dann begreift sie, und Niels leugnet nicht, eine Affäre eingegangen zu sein. Marie verpasst ihm daraufhin eine Ohrfeige und fährt zu Cecilie, um Stine abzuholen. Kurz nachdem beide zurückkehren, bittet Marie Niels um Verzeihung. Er aber verlässt die Familie und zieht zu seiner Geliebten.
Während sich Niels und Cecilie in den Armen liegen, ruft eine Krankenschwester an: Joachim habe seine Meinung geändert und wolle seine Freundin jetzt gern sehen. Sofort steht sie auf, zieht sich an und eilt ins Krankenhaus. Nun sitzt sie wieder tagelang an seinem Bett.
Niels quartiert sich bei einem Kollegen ein. Als der ihn zu beruhigen versucht, indem er versichert, Marie werde ihn bestimmt nach einiger Zeit wieder bei sich aufnehmen, entgegnet er verbittert: „Du weißt doch gar nicht, ob ich Marie zurückgewinnen möchte.“
Als Joachim auffällt, dass Cecilie mit den Gedanken woanders ist, macht er ihr klar, dass eine Heirat nicht mehr in Frage kommt. Er gibt sie frei und bittet sie nur darum, ihn noch einige Zeit hin und wieder zu besuchen.

## Kritiken
„Bei den Hofer Filmtagen 2002 gehörte „Open Hearts“ zu den Lichtblicken (...), und wenn man sich fragt, wie es kam, dass dieser Film den gesammelten Produktionsertrag eines bundesdeutschen Kinohalbjahres alt aussehen ließ, stößt man tatsächlich an eine der Wurzeln der deutschen Misere. Denn das, wogegen Susanne Biers Bildersprache am entschiedensten opponiert, ist gerade jene Allerwelts-Ästhetik des Prime-Time-Fernsehfilms, die seit längerem auch in unserem Kino vorherrschend ist. Das „Dogma“-Manifest hat deren Standards mit einem Federstrich beiseite gewischt, aber es sind Filme wie „Open Hearts“ ..., die den kühnen Anspruch künstlerisch einlösen.“

„Mit einem ausgesprochenen Gespür für Atmosphäre und die leise Komik hinter der Tragik führt die Regisseurin durch ein Wechselbad der Gefühle. Darsteller wie Mads Mikkelsen („Flickering Lights“, NFL 2001), Paprika Steen („Das Fest“, NFL 1998) und Nikolaj Lie Kaas („Truly Human“, NFL 2001) waren selten so überzeugend wie in „Open Hearts“, der derzeit in Dänemark alle Kassenrekorde bricht.“

„Die Dogma erfahrene Mannschaft um Regisseurin Susanne Bier schafft das Kunststück, aus scheinbar ausweglosen emotionalen Situationen mit Humor und Optimismus positive Perspektiven zu entwickeln.“

„Reichlich Taschentuchkino, dem aber trotz aller Doku-Nähe etwas seltsam Konstruiertes anhängt. Am Anfang und Ende setzt sich Frau Bier dann doch über das Dogma hinweg, indem sie Farben verfremdet und Musik einsetzt. Da könnte man eigentlich auch auf die verwackelten Bilder verzichten“

„Auch OPEN HEARTS ist ein Film, der nach den Regeln von Lars von Triers Dogma-Manifest von 1995 entstand…. OPEN HEARTS wäre aber auch mit ganz konventionellen Mitteln ein unkonventioneller, spannender, in vielem überdurchschnittlicher Film geworden, dem man viele Zuschauer wünscht. Denn es ist das genaue Hinsehen auf scheinbar Bekanntes und Banales, der Blick für die Dramatik des Alltäglichen, nicht die Wackelkamera, die diesen humanen Film über die Implosion einer äußerlich glücklichen Familie, über das Nicht-mehr-Funktionieren des gewohnten Alltags in seiner Heimat zu einem der erfolgreichsten aller Zeiten gemacht hat. Weil er Substanz hat, ist OPEN HEARTS ein Kunstwerk geworden, in dem sich viele wiederfinden können. Was ließe sich über einen Film Besseres sagen?“

„Die Geschichte lebt von ihren starken Charakteren und ist raffiniert ausbalanciert. Susanne Bier kann sich auf ein bis in die Nebenrollen hervorragend agierendes Schauspielerensemble verlassen, das der Problematik eine große Glaubwürdigkeit gibt. Der schon auf mehreren Festivals (Nordische Filmtage in Lübeck, Toronto, San Sebastian) ausgezeichnete Film ist Dänemarks Oscar-Kandidat als bester fremdsprachiger Film. Im Original heißt er „Elsker dig for evigt“ - Ich liebe dich für immer. Mit diesem ebenso schönen wie idealistischen Titel ist er dem Thema, der Zerbrechlichkeit des Glücks, noch näher. In diesem Film scheint es so, als passten die Ewigkeit und das Glück einfach nicht zusammen.“

„Am Ende ist jeder der Dumme, betrogen irgendwie von den anderen, von sich selbst - vom Leben. Der Versuch, in ihm eine Ordnung herzustellen, scheitert. Susanne Bier erzählt diese Geschichte, als sei sie das Normalste der Welt. Das ist sie wohl, und manchmal braucht es einen solchen Film, um uns auch daran zu erinnern.“